# 투앙쿠 압둘 라만 스타디움

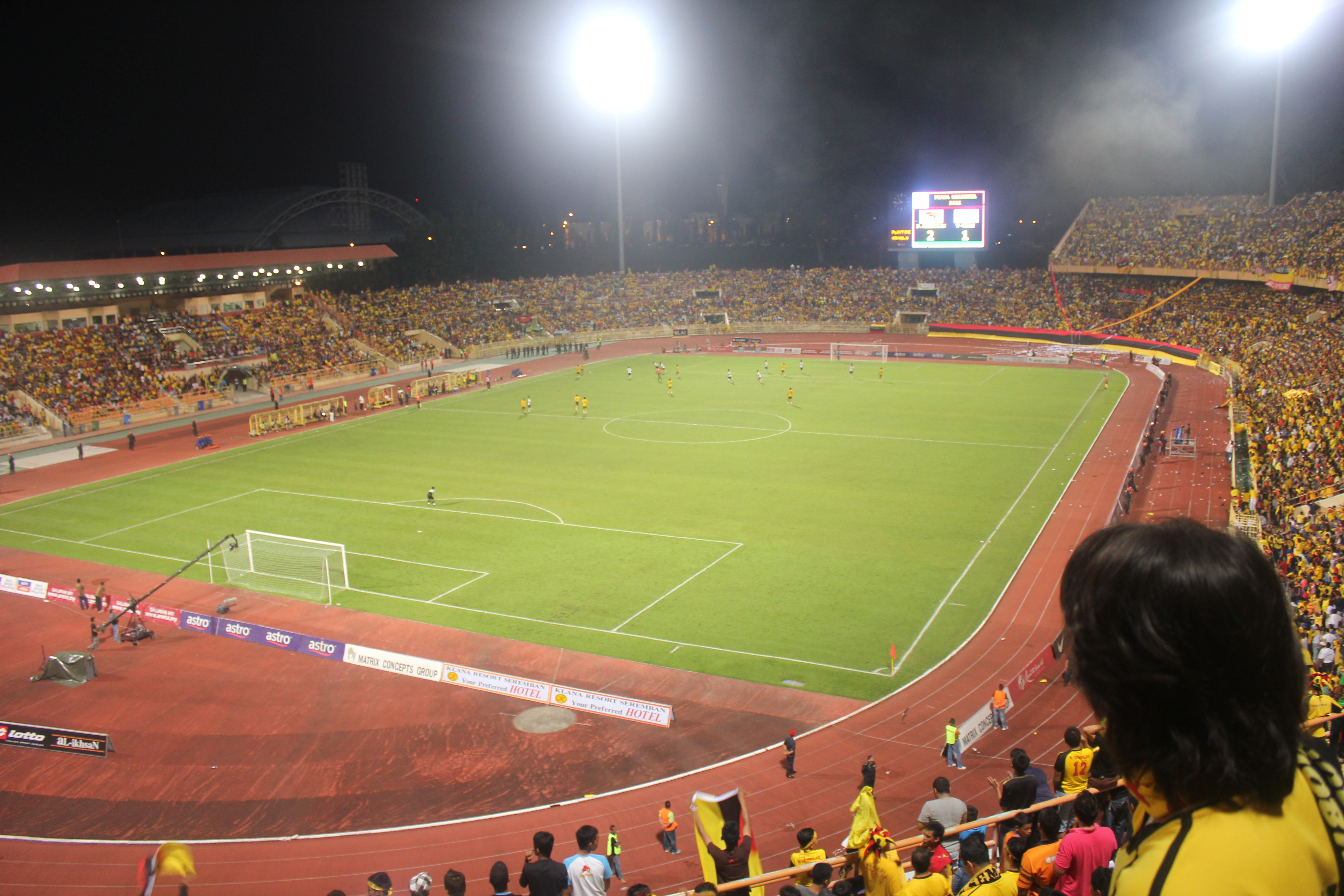
Tuanku Abdul Rahman Stadium interior

투앙쿠 압둘 라만 스타디움(말레이어: Stadium Tuanku Abdul Rahman)은 말레이시아 느그리슴빌란주 스름반에 있는 다목적 경기장이다. 45,000명을 수용할 수 있으며, 느그리 슴빌란 FA의 홈구장으로 사용하고 있다. 현재 주로 축구 경기에 사용되지만 육상 시설도 갖추고 있다. 경기장은 20,000명을 수용하며 1992년에 개장하였다.
2004년에는 수크마 경기 대회(Sukma Games)의 개최를 위해 수용 인원을 20,000석에서 45,000석으로 늘렸다. 현재 느그리 슴빌란 축구 협회의 본부이다.